# Spilarctia todara
Spilarctia todara là một loài bướm đêm thuộc phân họ Arctiinae, họ Erebidae.